# Philodendron alliodorum
Philodendron alliodorum är en kallaväxtart som beskrevs av Thomas Bernard Croat och Michael Howard Grayum. Philodendron alliodorum ingår i släktet Philodendron och familjen kallaväxter. Inga underarter finns listade.